# Planetarium am Bahnhof Zoo

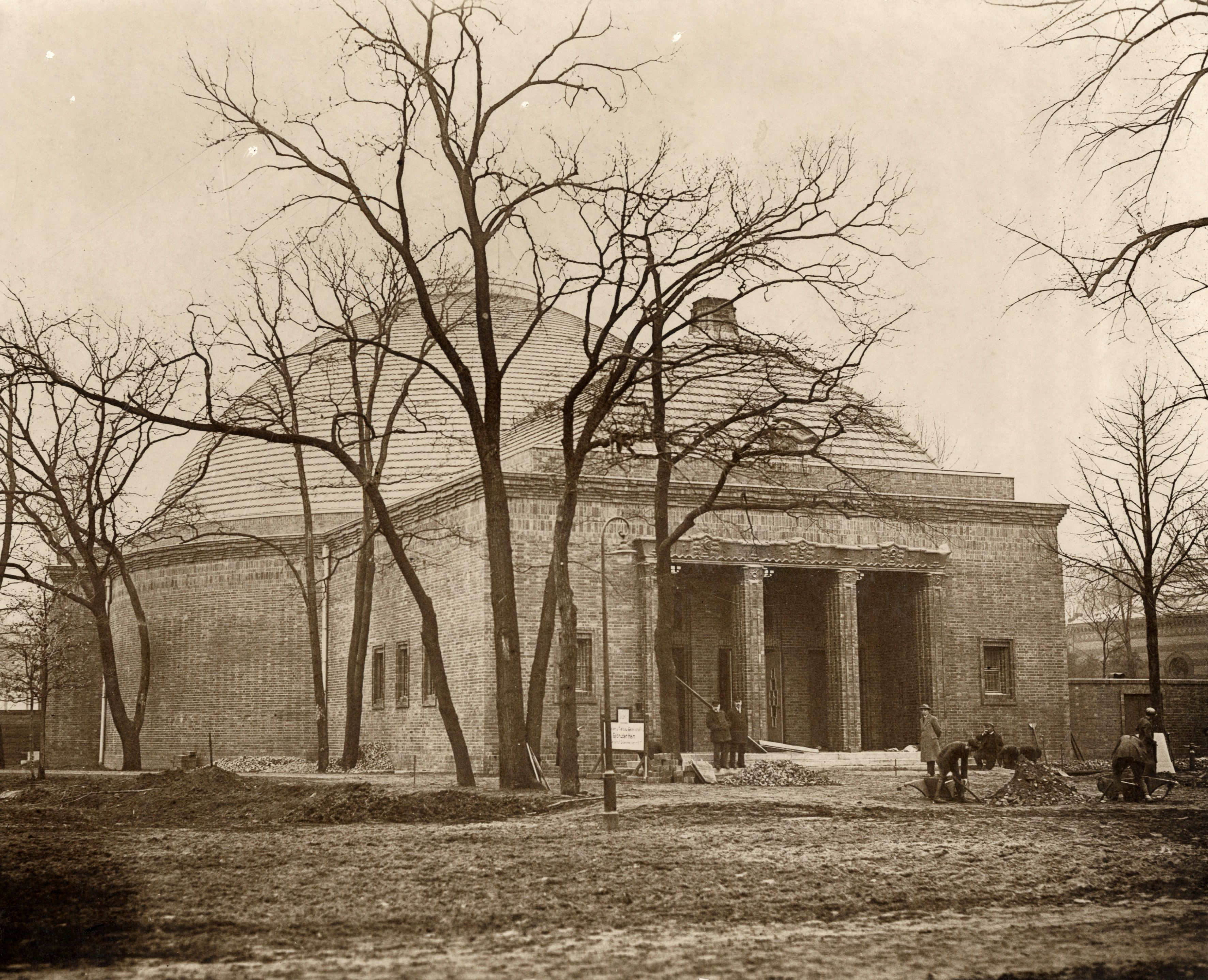
Planetarium am Bahnhof Zoo, 1926

Das ehemalige Planetarium am Zoologischen Garten in Berlin befand sich auf einer Teilfläche des Berliner Zoos am Löwentor und wurde 1926 fertiggestellt. Die erste Vorführung fürs Publikum fand am 27. November 1926 statt. Am Ende des Zweiten Weltkrieges wurde das Gebäude einschließlich des Sternenprojektors bei Bombenangriffen zerstört.

## Geschichte
Die Idee zum Bau eines Planetariums stammte ursprünglich von Oskar von Miller, dem Vorsitzenden des Deutschen Museums in München, und wurde in Zusammenarbeit mit den Zeisswerken in Jena umgesetzt. Leiter des Planetariums wurde Richard Sommer (1888–1982), ein Schüler des Astronomen Wilhelm Foerster und später Leiter der Archenhold-Sternwarte.
Das Planetarium bot den Berlinern erstmals eine umfassende Darstellung des Sternenhimmels, auch von südlichen Sternbildern, und war verkehrstechnisch günstig am Zoologischen Garten gelegen, gegenüber vom Bahnhof und links vom Löwentor. Nach schwerer Beschädigung im Zweiten Weltkrieg wurde das Gebäude 1955 abgerissen, ohne Pläne für einen Wiederaufbau, da ein neues Planetarium am „Insulaner“ vorgesehen war.

## Technik und Saal

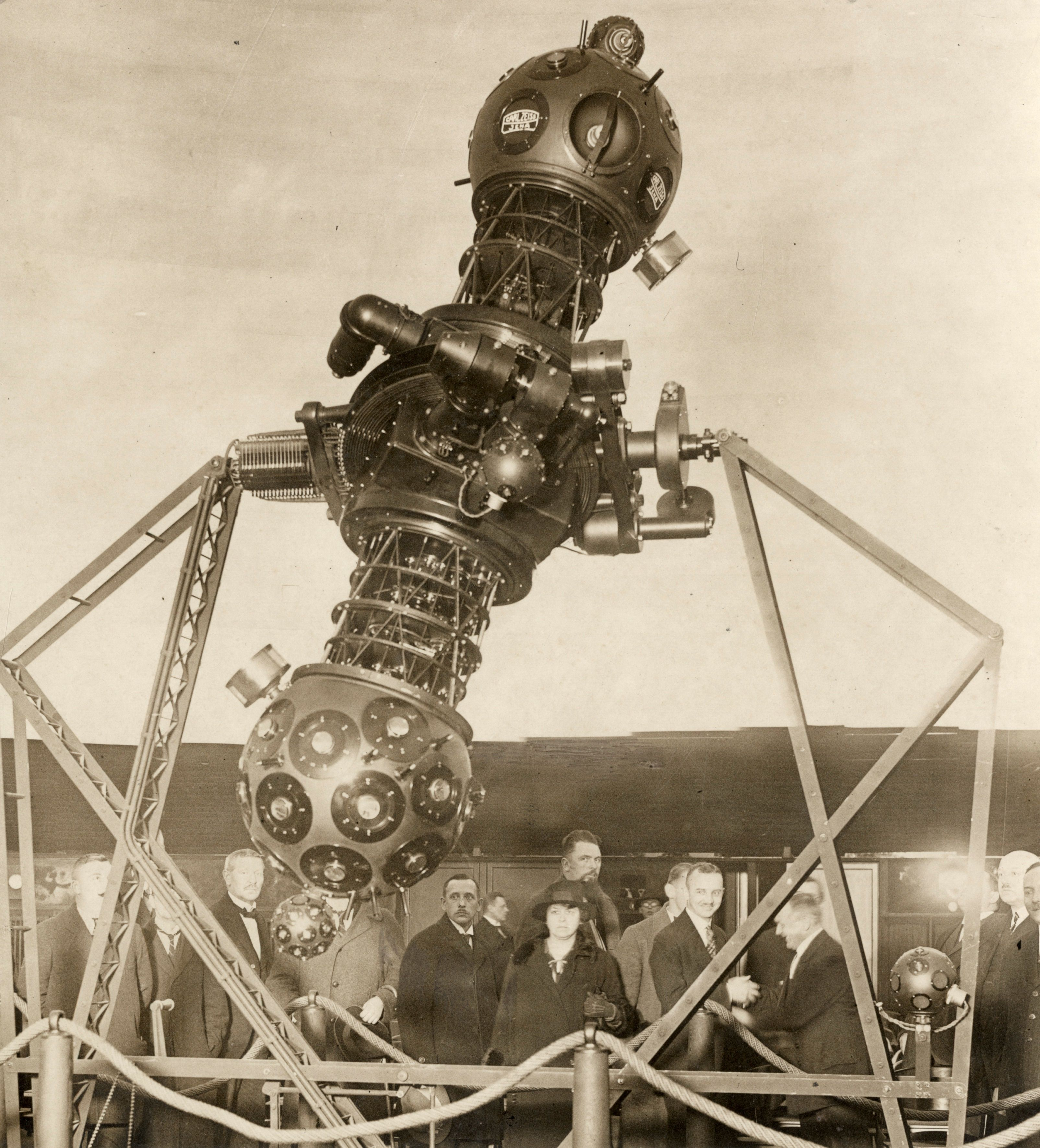
Planetarium am Bahnhof Zoo, 1926

Alt Hauptprojektor wurde das Zeiss-Planetarium Typ II, in Form einer Hantel, eingebaut. Die Projektionskuppel hatte einen Durchmesser von 25 Metern. Es gab Platz für 420 Zuschauer. Nachdem der Besucherstrom infolge von Wirtschaftskrise und Arbeitslosigkeit abnahm, wurde der Raum mit Einbau eines Projektors ab den 30er Jahren vorwiegend als Kino genutzt. Die eigentlichen Planetariums-Vorführungen gab es meist nur noch für Schulklassen.